# Felix Gaeta
Pour les articles homonymes, voir Gaeta.
Felix Gaeta est un personnage de la série télévisée Battlestar Galactica, interprété par Alessandro Juliani.
Le sous-lieutenant Gaeta est un jeune officier, membre du commandement du  Galactica. Il est chargé de la tactique, des systèmes du bond PRL et des systèmes informatiques utilisés sur le Battlestar.
Il se retrouve aux côtés de Gaïus Baltar lors de son court mandat de président. Il renseigne la Résistance sur la Nouvelle Caprica, lui fournissant les informations clés qui permettent aux humains de rester en vie. On apprend qu'il a collaboré avec les Cylons sur New Caprica, c'est lui qui est l'auteur de la liste des Résistants à éliminer. D'ailleurs, lors de la Révolte qu'il mène, Gaïus Baltar tente de lui rappeler son petit secret ayant un rapport avec un certain stylo. 
C'est dans les Webisodes de "The Face of the Enemy" qui font la jonction entre la première et la seconde partie de la saison 4, interrompue par la grève des scénaristes, on apprend qu'il a causé involontairement la mort de dizaine de résistants sur New Caprica. En effet il fournissait des listes de noms à un modèle de huit (Sweet Eight)  en pensant que ces personnes allaient être libérées. En fait la cylon 8 faisait exécuter ces personnes ce dont Baltar était au courant. La bisexualité de Gaeta y est aussi révélée, on apprend en effet qu'il flirtait avec la Huit sur New Caprica et qu'il entretient une relation homosexuelle avec Louis Hoshi.
Au cours de la saison 4, Gaeta est blessé et doit être amputé d'une jambe. De plus en plus aigri par le commandement d'Adama, par la découverte d'une Terre dévastée et inhabitable, par l'alliance avec les rebelles cylons et le suicide de Dualla, il fomente une révolte avec Tom Zarek et s'empare du Galactica. À la différence de Zarek, qui recommande et utilise la violence en assassinant les membres du Quorum, Gaeta souhaite agir avec justice et est persuadé de bien faire. La mutinerie échoue et Gaeta se rend pour éviter un nouveau bain de sang. Il est fusillé avec Zarek.